# 酪梨歐
酪梨歐（2000年7月16日—），本名未知，暱稱酪梨，香港女性實況主，前PDQ48成員(眼鏡是本體），現於臺灣就讀淡江大學中國文學學系；由於高中畢業時父母不同意前往臺灣就讀大學，遲至21歲才至台灣就讀大學。
2022年2月，因專門剪輯實況主直播精華的YouTube頻道「小亮的狗」時常剪輯酪梨歐Twitch實況精華，小亮的狗進入酪梨歐Twitch頻道取材被酪梨歐發現，酪梨歐在55秒內飆罵14次不同語調的「幹你娘」，飆罵過程被網友剪輯至YouTube頻道引起討論，導致酪梨歐在Twitch實況的觀看人數大增。
2023年12月7日，鍇睿國際公告，酪梨歐為獨家簽約藝人。
2024年12月，因個人原因已與鍇睿國際解約

## 外部連結
- 酪梨歐的Instagram帳戶
- 酪梨歐的Facebook專頁
- 酪梨歐的Twitch频道
- YouTube上的酪梨歐頻道